# 土居町 (愛媛県)

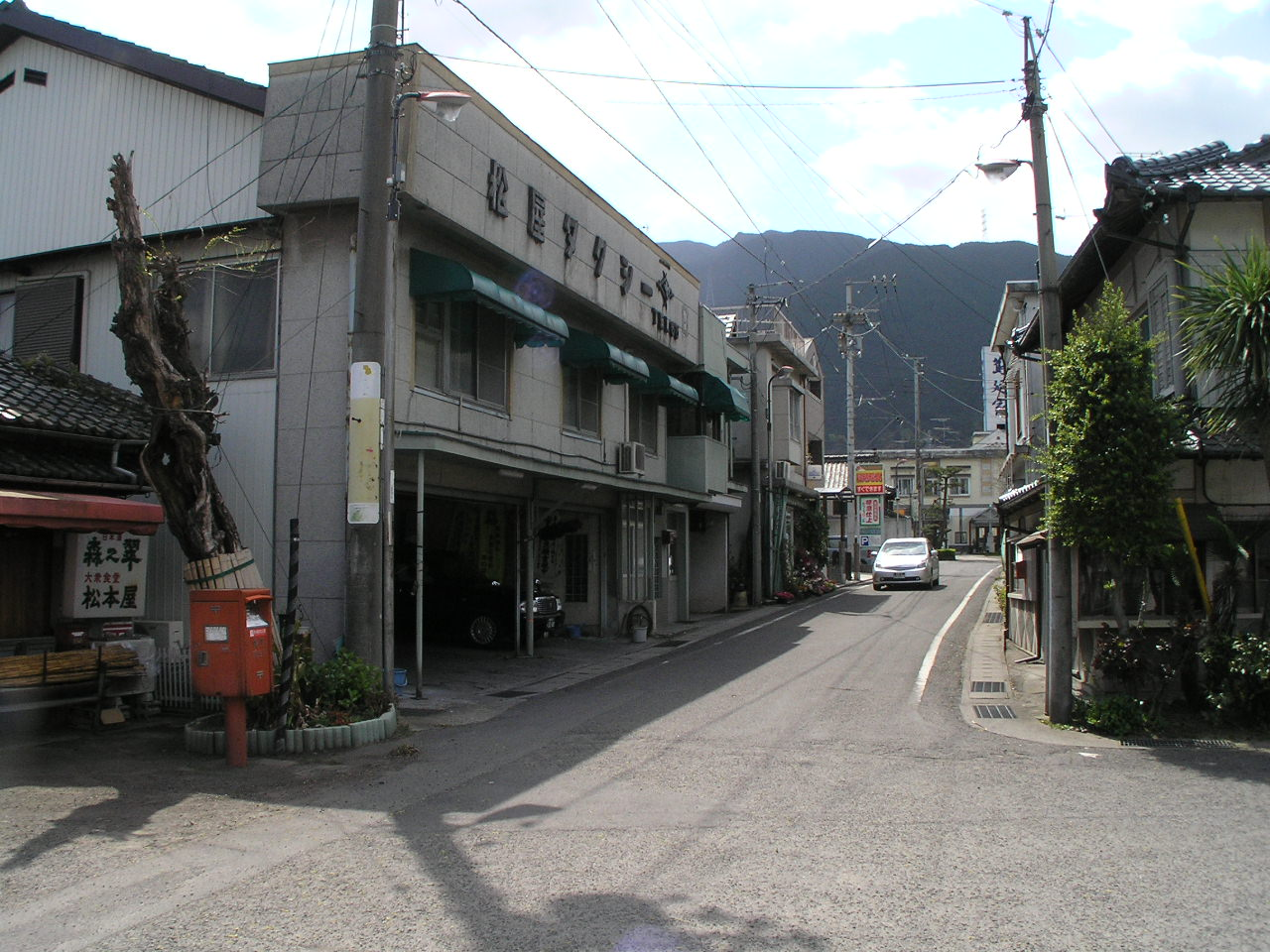
土居駅前のメインストリート

土居町（どいちょう）は、愛媛県の東予地方、宇摩地域にあった町。
2004年（平成16年）4月1日付で宇摩地域の2市・1村とともに合併したことにより、地方自治体としては廃止され、四国中央市の一部となっている。1985年（昭和60年）に四国で初めて高速道路が開通した町である（四国縦貫自動車道 土居インターチェンジ・三島川之江インターチェンジ間）。五葉松やサトイモの産地としても知られる。

## 地理
東に伊予三島市、西に新居浜市と四国有数の工業都市の間に位置する。北四国の幹線交通軸である国道11号、松山自動車道、JR予讃線が東西に貫通し、交通は四国では便利な方といえる。南に中央構造線により切り立った赤石山系の山々が連なり、北は燧灘に面している。その間に平地が東西に広がり、農村地帯を形成している。愛媛県道13号壬生川新居浜野田線の沿線の本町東部、伊予三島市寄りの地域には工場や倉庫が張り付きつつある。
伊予三島市や新居浜市の工場等の事業所へ通勤する人も多い。

## 歴史
- 1878年（明治11年） - 郡区町村編制法施行に伴い、宇摩郡土居村、長津村、小富士村、天満村、蕪崎村、関川村が成立する。
- 1919年（大正8年）9月1日 - 伊予土居駅が開業。
- 1950年（昭和25年）3月17日 - 昭和天皇のお召し列車が伊予土居駅に5分間停車。駅前奉迎が行われる（昭和天皇の戦後巡幸）[1]。
- 1954年（昭和29年）3月31日 - 土居村、長津村、小富士村、天満村、蕪崎村、関川村が合併して土居町となる。
- 2004年（平成16年）4月1日 - 新宮村、川之江市、伊予三島市と合併して四国中央市となり、土居町は自治体としては廃止となる。

```
土居町の系譜
（町村制実施以前の村）　（明治期）　　　　　（昭和の合併）　　　（平成の合併）
　　　　　　　　　　　　町村制施行時　　　　　　　

津根　━━━━━━━津根村━━┓　い
　　　　　　　　　　　　　　　┣長津村━━━━━┓
野田　━━━━━━━野田村━━┛　　　　　　　　┃
藤原　━━━┓　　　　　　　　　　　　　　　　　┃
中村　━━━╋━━━小富士村━━━━━━━━━━┫
小林　━━━┛　　　　　　　　　　　　　　　　　┃1954年3月31日
天満　━━━┓　　　　　　　┏天満村━━━━━━┫ 合併・町制施行
　　　　　　┣━━━満崎村━┫あ　　　　　　　　┣━土居町━━━━━┓
蕪崎　━━━┛　　　　　　　┗蕪崎村━━━━━━┫　　　　　　　　　┃
浦山　━━━┓　　　　　　　　　　　　　　　　　┃　　　　　　　　　┃
土居　━━━╋━━━土居村━━━━━━━━━━━┫　　　　　　　　　┃
畑野　━━━┫　　　　　　　　　　　　　　　　　┃　　　　　　　　　┃
入野　━━━┛　　　　　　　　　　　　　　　　　┃　　　　　　　　　┃
上野　━━━┓　　　　　　　　　　　　　　　　　┃　　　　　　　　　┃2004年4月1日
　　　　　　┣━━━関川村━━━━━━━━━━━┛　　　　　　　　　┃　新設合併
北野　━━━┛　　　　　　　　　　　　　　　　　　　　　　　　　　　┣━四国中央市
　　　　　　　　　　　　　　　　　　　　　　　　　　　川之江市　━━┫
　　　　　　　　　　　　　　　　　　　　　　　　　　　伊予三島市━━┫
　　　　　　　　　　　　　　　　　　　　　　　　　　　新宮村　━━━┛

あ – 1895年7月1日 満崎村が天満村と蕪崎村とに分割
い – 1940年2月11日　津根村と野田村とが合併、長津村成立
（注記）土居町以外の合併以前の系譜はそれぞれの市町村の記事を参照のこと。

```

## 行政
- 町長 - 藤田勝志（合併時）
- 庁舎 - 1984年に移転新築されており、合併して四国中央市となってからは支所となっている。

## 教育

### 高等学校
- 愛媛県立土居高等学校

### 中学校
- 土居町立土居中学校(現・四国中央市立土居中学校)

### 小学校
- 土居町立長津小学校(現・四国中央市立長津小学校)
- 土居町立小富士小学校(現・四国中央市立小富士小学校)
- 土居町立北小学校(現・四国中央市立北小学校)
- 土居町立土居小学校(現・四国中央市立土居小学校)
- 土居町立関川小学校(現・四国中央市立関川小学校)

## 行事
- 土居太鼓祭り

## 交通

### 鉄道
四国旅客鉄道（JR四国）
予讃線：赤星駅 - 伊予土居駅 - 関川駅　いずれの駅も特急は停車しない。

### 道路
高速道路
松山自動車道
町内にあるインターチェンジ：土居インターチェンジ
国道
国道11号
県道
愛媛県道13号壬生川新居浜野田線

## 出身有名人
- 近藤篤山（小林村。江戸時代の朱子学者。「伊予聖人」とも尊称された。）
- 曽我部清典（トランペット奏者、現代音楽のスペシャリスト。スライドつきトランペット「ゼフュロス」の開発者としても知られる。）
- 真鍋八千代（弁護士、後楽園スタヂアム社長、日本ボクシングコミッションコミッショナー、他）
- 安藤正樂（思想家、政治家。 中村の出で、宇摩郡議会議員や愛媛県議会議員を務める。）
- 尾﨑久馬（俳人、政治家。初代土居町長で名誉町民。俳号は陽堂。土居神社に句碑がある。）
- 高橋久美子（チャットモンチー ドラム）
- 寺尾英子（南海放送アナウンサー）
- 藤田真照（宗教家。天光教教祖）